# Edificio Metrópole
L'Edificio Metrópole (in portoghese Edifício Metrópole) è uno storico edificio di Rio de Janeiro in Brasile.

## Storia
L'edificio venne eretto da José Maria Fernandes, un imprenditore di origine spagnola, su un terreno che all'inizio del XX secolo ospitava un parco divertimenti e sul quale nel 1922 era stato eretto il padiglione del Giappone in occasione dell'Esposizione Internazionale del Centenario dell'Indipendenza. Già nei primi anni 1930 l'immobile era stato diviso fra i suoi eredi.
Negli anni, l'edificio ha ospitato gli uffici di diverse grandi imprese, come la compagnia aerea Pan Am, e di alcune ambasciate.

## Descrizione
L'edificio, situato sulla Avenida Presidente Wilson nel centro di Rio de Janeiro, presenta uno stile eclettico. Possiede una pianta a "U" e si sviluppa in altezza per quattordici piani.